# موتيسية
موتيسية (الاسم العلمي: Mutisia) هي جنس نباتي يتبع فصيلة النجمية من رتبة النجميات. سمي تكريماً لخوسيه سلاستينو موتيس.